# Северные Спорады
Се́верные Спора́ды (греч. Βόρειοι Σποράδες, Вории-Спорадес; греч. Σποράδες — «рассеянные») — архипелаг в Эгейском море, лежащий вдоль восточного побережья Греции, севернее Эвбеи.
Из 14 крупнейших островов только 4 населены: Алонисос, Скиатос, Скирос, Скопелос.
Основные острова:
- Аделфи — 1,0 км²
- Алонисос — 64 км²
- Валакса — 4,3 км²
- Кира-Панайя — 25 км²
- Перистера — 14 км²
- Пиперион — 4,2 км²
- Саракинон — 3,3 км²
- Скандзура — 6,2 км²
- Скиатос — 47 км²
- Скиропула — 3,8 км²
- Скирос — 209 км²
- Скопелос — 95 км²
- Цунгрия — 1,2 км²
- Юра — 11 км²

Видимо, характер расположения островов сделал их название синонимом случайности; и даже использовании с этим смыслом в терминах: например спорадическая группа.

## Галерея

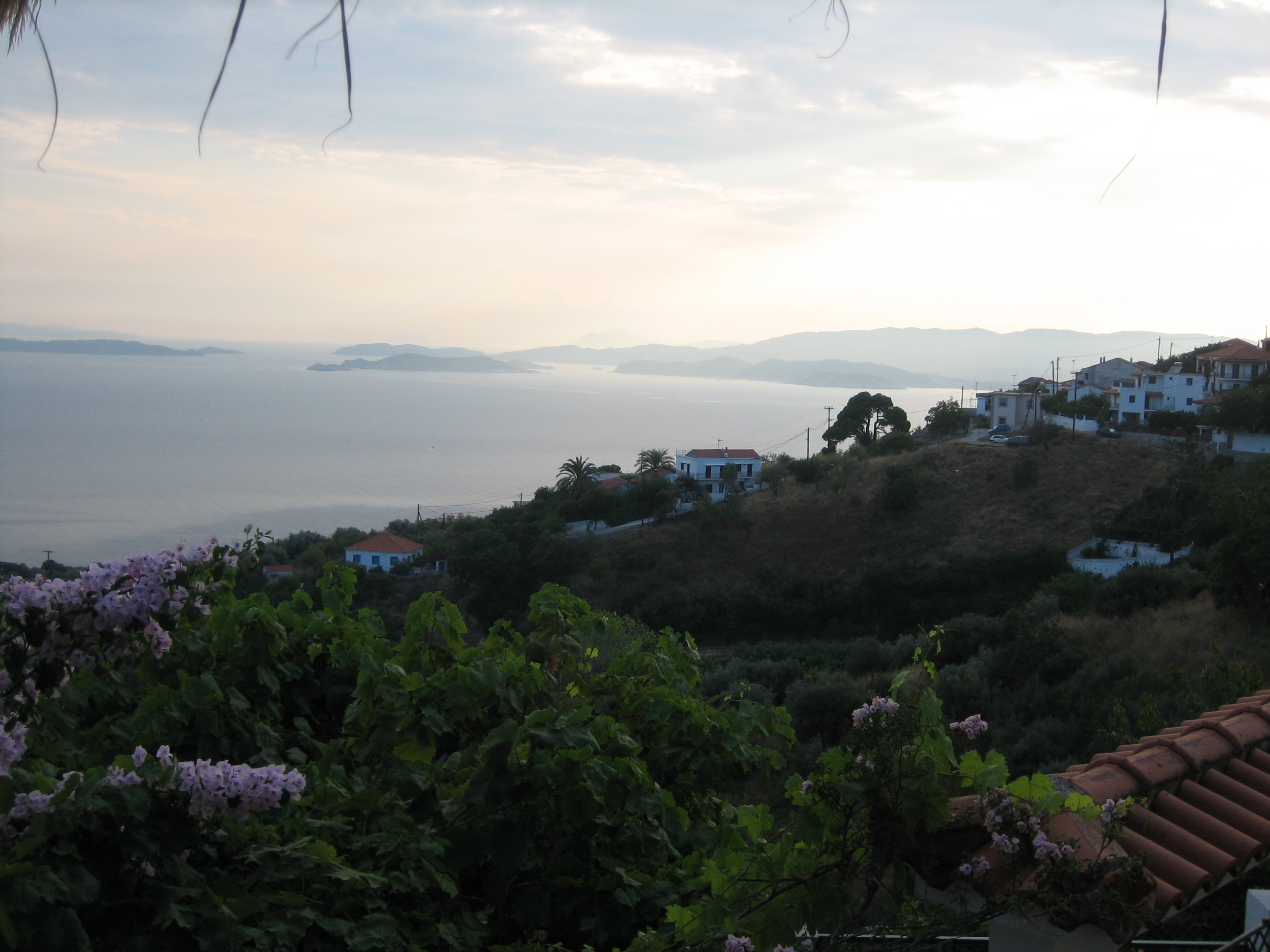
Вид на Спорады
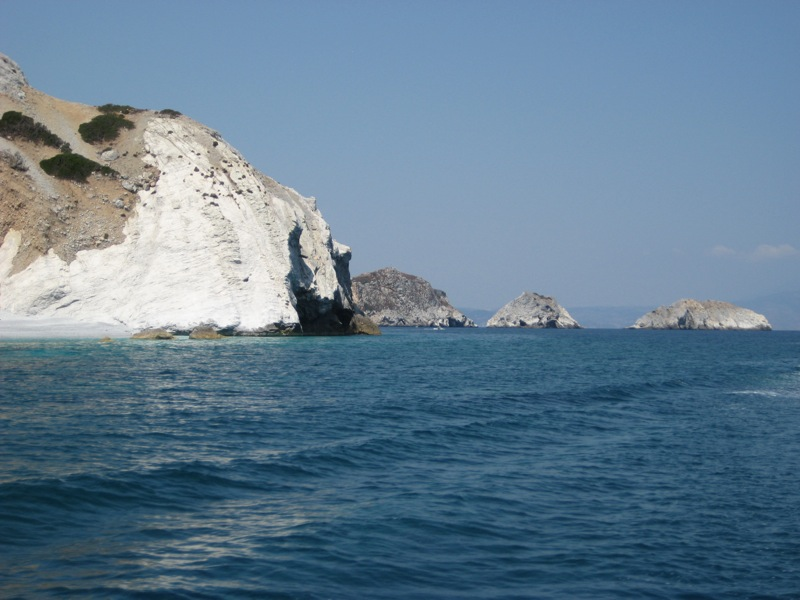
Кастронисия
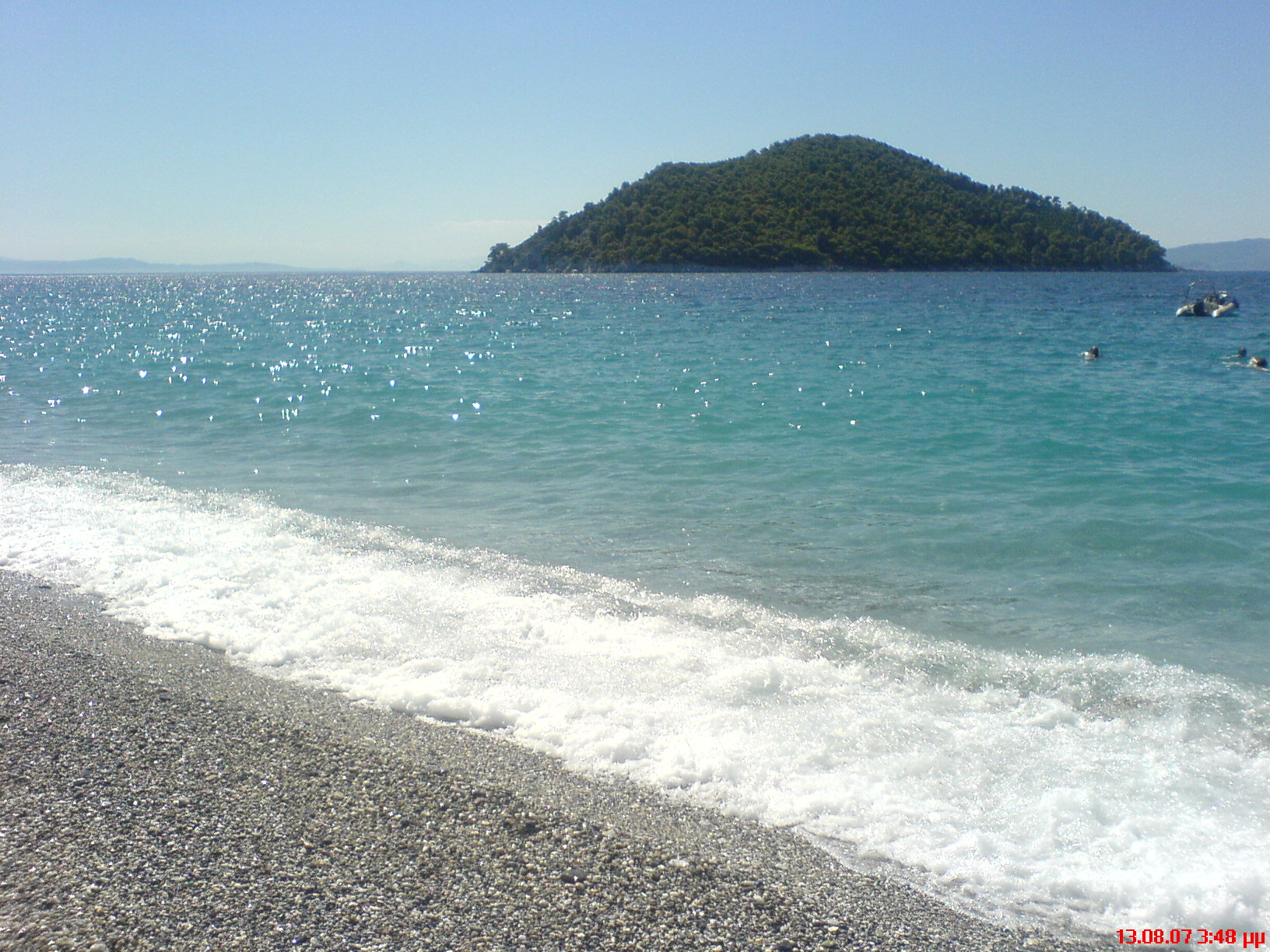
Пляж Милия в Скопелосе
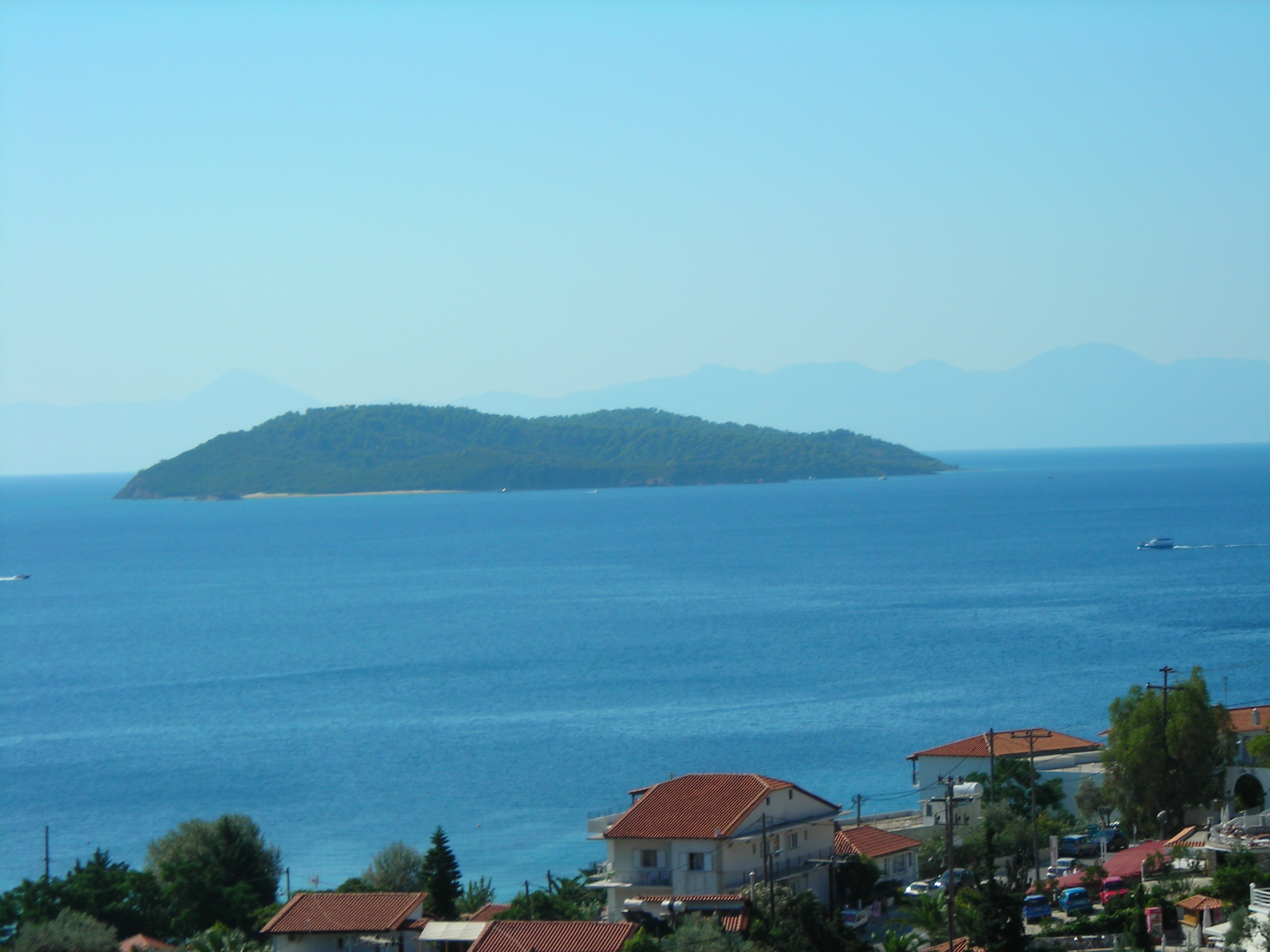
Тсугрия